# Сойгинское сельское поселение (Архангельская область)
Со́йгинское сельское поселение или муниципальное образование «Сойгинское» — муниципальное образование со статусом сельского поселения в Ленском муниципальном районе Архангельской области.
Соответствует административно-территориальным единицам в Ленском районе — Сойгинскому сельсовету, Рябовскому сельсовету (с центром в деревне Устье) и Слободчиковскому сельсовету (с центром в селе Слободчико́во).
Административный центр — село Белопашино.

## География
Сойгинское сельское поселение находится на юге Ленского района Архангельской области.

## История
Муниципальное образование было образовано в 2004 году.

## Население
| 2005  | 2010  | 2011  | 2012  | 2013  | 2014  | 2015  | 2016  | 2017  |
| ----- | ----- | ----- | ----- | ----- | ----- | ----- | ----- | ----- |
| 1617  | ↘1448 | ↘1440 | ↘1374 | ↘1293 | ↘1243 | ↘1189 | ↘1163 | ↘1121 |
| 2018  | 2019  | 2020  | 2021  | 2023  |       |       |       |       |
| ↘1073 | ↘1040 | ↘1017 | ↘826  | ↘772  |       |       |       |       |

## Состав
В состав Сойгинского сельского поселения входят 45 населённых пунктов.
| №  | Населённый пункт     | Тип     | Население |
| -- | -------------------- | ------- | --------- |
| 1  | 52-го квартала       | посёлок | →0        |
| 2  | Белопашино           | деревня | ↗235      |
| 3  | Бердышиха            | деревня | →0        |
| 4  | Березовская          | деревня | →0        |
| 5  | Бызовская            | деревня | →0        |
| 6  | Вандыш               | деревня | ↘5        |
| 7  | Германовская         | деревня | →2        |
| 8  | Горка                | деревня | ↗23       |
| 9  | Григорьевская        | деревня | ↘23       |
| 10 | Губинская            | деревня | →0        |
| 11 | Дегилевская          | деревня | ↘0        |
| 12 | Емельяновская        | деревня | →0        |
| 13 | Заимка               | деревня | →0        |
| 14 | Запань Лупья         | посёлок | ↗141      |
| 15 | Конюшевская          | деревня | →0        |
| 16 | Коротовинская        | деревня | ↗5        |
| 17 | Кочуринская          | деревня | ↘4        |
| 18 | Кулига               | деревня | ↘0        |
| 19 | Литвино              | деревня | ↘2        |
| 20 | Литвино              | посёлок | ↗521      |
| 21 | Лупья                | деревня | →3        |
| 22 | Мосеева Гора         | деревня | →0        |
| 23 | Нефедовская          | деревня | →0        |
| 24 | Нечаевская           | деревня | →0        |
| 25 | Новосёлова Гора      | деревня | ↗2        |
| 26 | Рябово               | деревня | →0        |
| 27 | Рязановская          | деревня | →0        |
| 28 | Седуновская          | деревня | →0        |
| 29 | Селивановская        | деревня | ↗91       |
| 30 | Сендуга              | деревня | →0        |
| 31 | Слободчиково         | село    | ↗15       |
| 32 | Слудка               | деревня | →0        |
| 33 | Сойга                | посёлок | ↗411      |
| 34 | Средняя Софроновская | деревня | →0        |
| 35 | Тимасова Гора        | деревня | ↘0        |
| 36 | Устье                | деревня | ↘24       |
| 37 | Ушаковская           | деревня | →0        |
| 38 | Фоминская            | деревня | →0        |
| 39 | Харинская            | деревня | ↗1        |
| 40 | Чакула               | деревня | →1        |
| 41 | Черныханы            | деревня | ↘0        |
| 42 | Чернышевская         | деревня | ↘0        |
| 43 | Шеинская             | деревня | ↘0        |
| 44 | Шипино               | деревня | ↘6        |
| 45 | Якимовская           | деревня | →0        |

## Экономика
С 1947 по 2003 годы в поселении была Литвиновская узкоколейная железная дорога, протяжённость которой в 1980-х годах достигала 70 км.